# Tomás Cáceres
Tomás Cáceres (Concordia, Entre Rios, Argentina; 26 de septiembre de 1999) es un futbolista argentino que juega de mediocampista ofensivo y su equipo actual es Buhos ULVR FC de la segunda división ecuatoriana.

## Trayectoria
Llegó a Patronato en 2014 a los 14 años desde Concordia, su ciudad natal. En su paso por la reserva del club sufrió una lesión en el hueso del cartílago de la cadera a mediados de 2019, cuando era seguido por el entonces entrenador de la primera Mario Sciacqua. Tras su recuperación, llega a ir 2 veces al banco de suplentes sin llegar a debutar en la Copa Diego Maradona, de la mano del entrenador interino Gabriel Graciani. Firmó su primer contrato en enero de 2021, y después de más de 1 año en reserva debuta en el empate 1 a 1 ante Vélez Sarsfield por la Liga Profesional 2022, ingresando desde el banco de suplentes.

## Clubes
| Club      | País      | Año         | PJ | Goles |
| --------- | --------- | ----------- | -- | ----- |
| Patronato | Argentina | 2022 - 2023 | 14 | 0     |

| Club      | País    | Año        | PJ | Goles |
| --------- | ------- | ---------- | -- | ----- |
| Guayaquil | Ecuador | 2024 - ... | 5  | 2     |

## Palmarés

### Torneos nacionales
| Título         | Club      | País      | Año  |
| -------------- | --------- | --------- | ---- |
| Copa Argentina | Patronato | Argentina | 2022 |